# Anaxandra (cratère)
Pour l’article homonyme, voir Anaxandra.
Anaxandra est un cratère de la planète Vénus situé à une latitude de 44,2° et une longitude de 162,3°. Ce cratère possède un diamètre de 20,4 kilomètres. Son nom vient de Anaxandra, une artiste et peintre de la Grèce antique. Il lui a été donné par l'Union astronomique internationale en 1994.